# Madrepora oculata
Madrepora oculata Linnaeus, 1758 è un esacorallo della famiglia Oculinidae..

## Distribuzione e habitat
È una specie cosmopolita, presente anche nel mar Mediterraneo.
Si trova a profondità comprese tra 55 e 2170 m.

## Conservazione
La Lista rossa IUCN classifica Madrepora oculata come specie in pericolo di estinzione (Endangered).